# Uruapan (kommun)
Uruapan är en kommun i Mexiko.   Den ligger i delstaten Michoacán de Ocampo, i den södra delen av landet, 300 km väster om huvudstaden Mexico City.
Följande samhällen finns i Uruapan:
- Uruapan
- Capácuaro
- Angahuán
- Toreo Bajo
- Santa Rosa
- Nuevo Zirosto
- Santa Ana Zirosto
- El Arroyo Colorado
- Cutzato
- El Sabino
- Fraccionamiento el Capulín
- Tanaxuri
- Cheranguerán
- El Durazno
- La Loma
- La Bellota
- Fraccionamiento Lomas del Rey
- San José del Puerto
- Nuevo San Martín
- Canoas Viejas
- Mata de Plátano
- Orapóndiro
- Jaramillo